# Scaptomyza trivittata
Scaptomyza trivittata är en tvåvingeart som beskrevs av Hardy 1965. Scaptomyza trivittata ingår i släktet Scaptomyza och familjen daggflugor. Inga underarter finns listade i Catalogue of Life.